# Willem Wilminkprijs
De Willem Wilminkprijs is een prijs voor het beste kinderlied. De prijs wordt jaarlijks uitgereikt aan de maker(s) van een lied voor kinderen/jongeren in de basisschoolleeftijd. Met de prijs wordt aandacht gevraagd voor het Nederlandse kinderlied en met name de plaats die het kinderlied inneemt in het jeugdtheater.
De prijs is vernoemd naar de schrijver en dichter Willem Wilmink.
Initiatiefnemers voor de prijs zijn: Stichting Enschede Promotie en de Stichting Willem Wilminkfestival. Het idee voor de prijs is afkomstig van kinderboekenschrijvers Koos Meinderts en Sjoerd Kuyper. Vanaf het begin is de productie in handen van Wilminktheater en Muziekcentrum Enschede en wordt de prijs mede mogelijk gemaakt door Buma Cultuur.
De prijs bestaat uit een geldbedrag van € 5.000,- (waarvan € 4.000,- ten goede komt aan de tekstdichter en € 1.000,- aan de componist), een oorkonde en een beeld dat een luisterende schrijver voorstelt, ontworpen en vervaardigd door beeldend kunstenaar Helga Kock am Brink uit Enschede.

## Winnaars
| jaar | lied                          | tekstdichter                                         | toondichter                       | aantekening                                                   |
| ---- | ----------------------------- | ---------------------------------------------------- | --------------------------------- | ------------------------------------------------------------- |
| 2010 | Opa                           | Hans Kuyper                                          | Mattie Poels                      | kinderjuryprijs                                               |
| 2010 | Onberispelijk                 | Ted van Lieshout                                     | Oene van Geel                     |                                                               |
| 2012 | Roodkapje                     | Marjet Huiberts                                      | Benaïssa Linger                   | kinderjuryprijs                                               |
| 2012 | Maite Maria                   | Koos Meinderts                                       | Thijs Borsten                     |                                                               |
| 2014 | Op de markt                   | Floortje Schoevaart                                  | Henny Vrienten                    |                                                               |
| 2016 | Snap je? Optellen van breuken | Jan Beuving                                          | Akwasi                            |                                                               |
| 2018 | Kilo, pond en ons             | Katinka Polderman                                    | Kenny B                           |                                                               |
| 2019 | Kijk Eens Wat Ik Kan          | Jeroen Schipper                                      | Jeroen Schipper                   |                                                               |
| 2020 | Geen uitreiking               | Geen uitreiking                                      | Geen uitreiking                   | Geen uitreiking                                               |
| 2021 | Stotteren                     | Typhoon                                              | Typhoon                           |                                                               |
| 2022 | Give me some skin             | Jurrian van Dongen                                   | Keez Groenteman                   | gezongen door Maarten Heijmans, Rop Verheijen en Jesse Mensah |
| 2023 | Een soort van                 | Jurrian van Dongen                                   | Peter van de Witte                | gezongen door Marie-Mae van Zuilen                            |
| 2024 | Je weet dat je wat mist       | Jurrian van Dongen                                   | Jan Groenteman en Keez Groenteman | gezongen door Jesse Mensah                                    |
| 2025 | Keti Koti                     | Glynis Terborg, Desai Breeveld en Jurrian van Dongen | Remko Rijpkema                    | gezongen door Joy Wielkens                                    |

### Willem Wilminkpublieksprijs
| jaar | lied             | tekstdichter                                         | toondichter                               | aantekening                                    |
| ---- | ---------------- | ---------------------------------------------------- | ----------------------------------------- | ---------------------------------------------- |
| 2021 | Ziekenhuis       | Jurrian van Dongen                                   | Rutger de Bekker                          | gezongen in Het Klokhuis door Maarten Heijmans |
| 2022 | De machinist     | Robert Ramaker                                       | Robert Ramaker                            |                                                |
| 2023 | Groente of Fruit | Rob Janssen, Gijs Pouwels, Adriaan van de Polder     | Gijs Pouwels                              |                                                |
| 2024 | Pittig           | Gerson Main, Daan Faber, Dio en Marnix Dorrestein    | Marnix Dorrestein, Daan Faber, Azim Inami |                                                |
| 2025 | Keti Koti        | Glynis Terborg, Desai Breeveld en Jurrian van Dongen | Remko Rijpkema                            | gezongen door Joy Wielkens                     |

### Buma Kindermuziekprijs
| jaar | tekstdichter             | aantekening |
| ---- | ------------------------ | ----------- |
| 2022 | Dirk Scheele             | oeuvreprijs |
| 2023 | Ernst, Bobbie en de rest | oeuvreprijs |
| 2024 | Herman van Veen          | oeuvreprijs |
| 2025 | Ageeth de Haan           | oeuvreprijs |